# Сюли Прюдом
 Рене Франсоа Арман Прюдом (на френски: René Armand François Prudhomme), известен като Сюли Прюдом (на френски: Sully-Prudhomme), е френски поет и есеист, носител на Нобелова награда за литература за 1901 г.

## Биография и творчество
Роден е на 16 март 1839 г. в Париж, Франция, в семейството на търговец. Баща му умира, когато той е едва 2-годишен и детството му преминава в изключителна бедност. Майка му е принудена да се пресели в къщата на брат си.
На 8-годишна възраст Прюдом постъпва в лицея „Бонапарт“, където се увлича от математиката, философията и класически езици. След като завършва лицея се готви да постъпи в политехническото училище с намерение на стане инженер, но сериозно заболяване на очите го принуждава да се откаже. За да изкарва прехраната си, става служител в стоманолеярния завод „Шнайдер – Крьозо“, но скоро напуска и се връща в Париж, където известно време учи право. През 1860 постъпва като чиновник в кантора на нотариус, а вечер изучава литература, философия, пише поезия и през 1865 излиза от печат първият му поетичен сборник „Строфи и поеми“ (на френски: Stances et Poèmes), подписан с псевдонима Сюли Прюдом (пълното име на баща му). Френският критик Шарл-Огюстен дьо Сент-Бьов дава висока оценка на тази първа книга, а всеобщото одобрение го окуражава да се посвети изцяло на литературата. На следващата година издателят Алфонс Льомер включва стиховете на Сюли Прюдом в сборника, озаглавен „Съвременният Парнас“ (на френски: „Le Parnasse contemporain“), който става литературен манифест на „парнасците“ – млади поети, застанали срещу лирическата екзалтираност на романтическата школа.
В началото на 1870 г. поетът е потресен силно, когато в продължение на буквално няколко дена умират майка му, чичо му и леля му. През юли същата година започва Френско-пруската война и Прюдом постъпва като доброволец в опълчението. Продължителната обсада на Париж от пруската армия и тежкият живот във военното време съсипват здравето му и той получава парализа на нозете. По време на лечението пише патриотични стихове, които излизат в книгата „Военни впечатления“ (на френски: Impressions de la guerre, 1870).
През 1881 е избран за член на Френската академия. През 1901 става първият лауреат на Нобелова награда за литература: „за забележителни литературни достойнства, висок идеализъм и художествено съвършенство, а също за необичайно съчетание на душевност и талант, за което свидетелстват неговите книги“. Това е неочаквано за всички, които смятат за най-вероятния претендент Лев Толстой. Международният спор и жестоката критика от страна на някои литературни среди, които считат, че Прюдом не е достоен за тази премия, влошават здравето му. Заради парализата той не участва лично при награждаването и дипломата му на лауреат е връчена на посланика на Франция в Швеция. Нобеловата премия той подарява за издаване на първи поетични книги на млади френски поети.
Вече сериозно болен, поетът се обръща към християнската апологетика на Блез Паскал и пише трактата „Истинската религия на Паскал“ (на френски: „La Vraie Religion selon Pascal“, 1905). В произведението си „Психология на свободния избор“ (на френски: „Psychologie du libre arbitre“, 1906) Сюли Прюдом стига до извода, че свободата на избора е заложена в природата и следователно е оправдана.
Умира на 6 септември 1907 година във вилата си в Шатне Малабри край Париж на 68-годишна възраст. Погребан е в гробището Пер Лашез.
По стихове на Прюдом Габриел Форе и Цезар Франк създават музика.